# Русе (пік)
62°38′55″ пд. ш. 59°57′25″ зх. д. / 62.648611111111° пд. ш. 59.956944444444° зх. д.

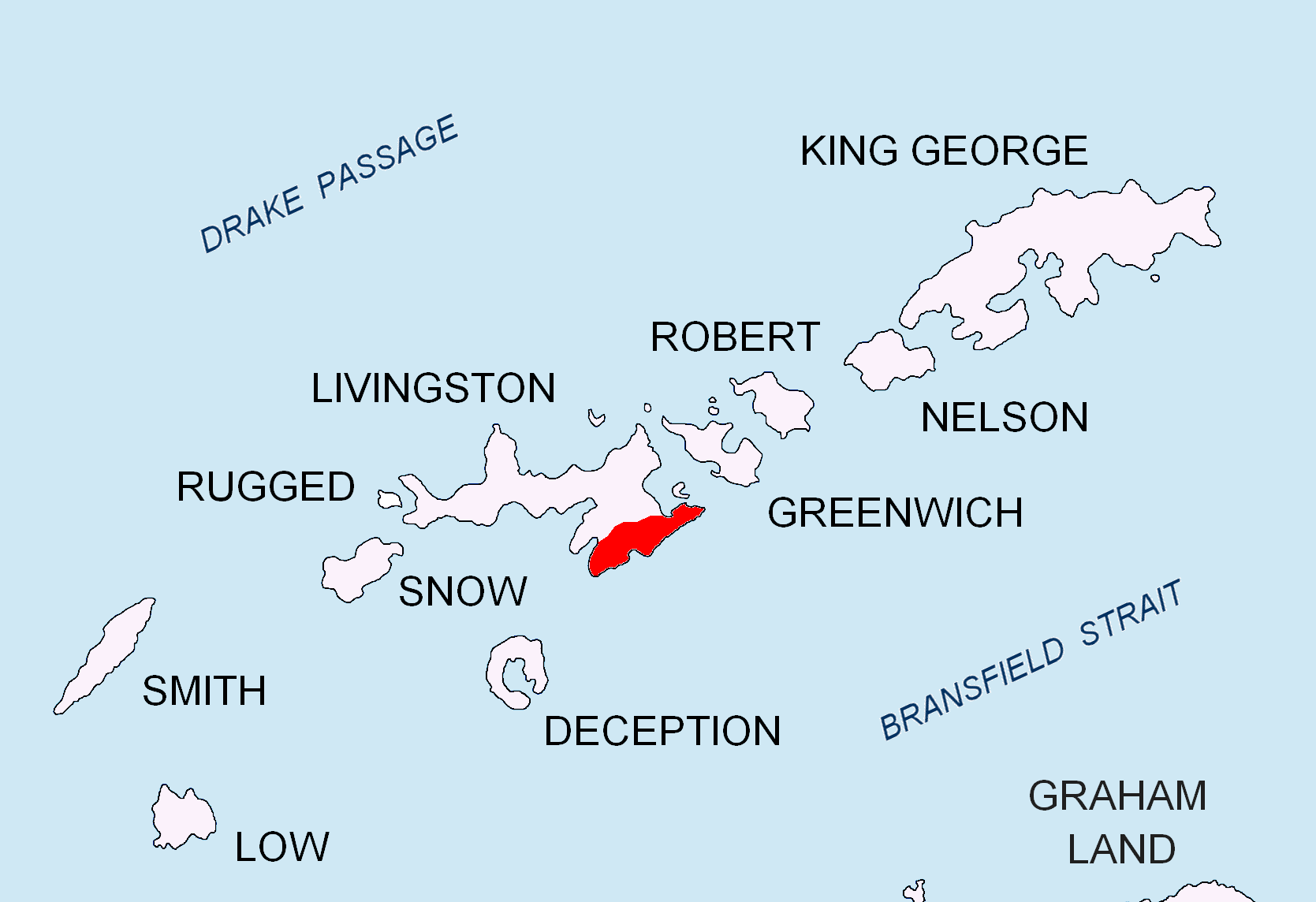
Розташування гір Тангра на острові Лівінгстон на Південних Шетландських островах

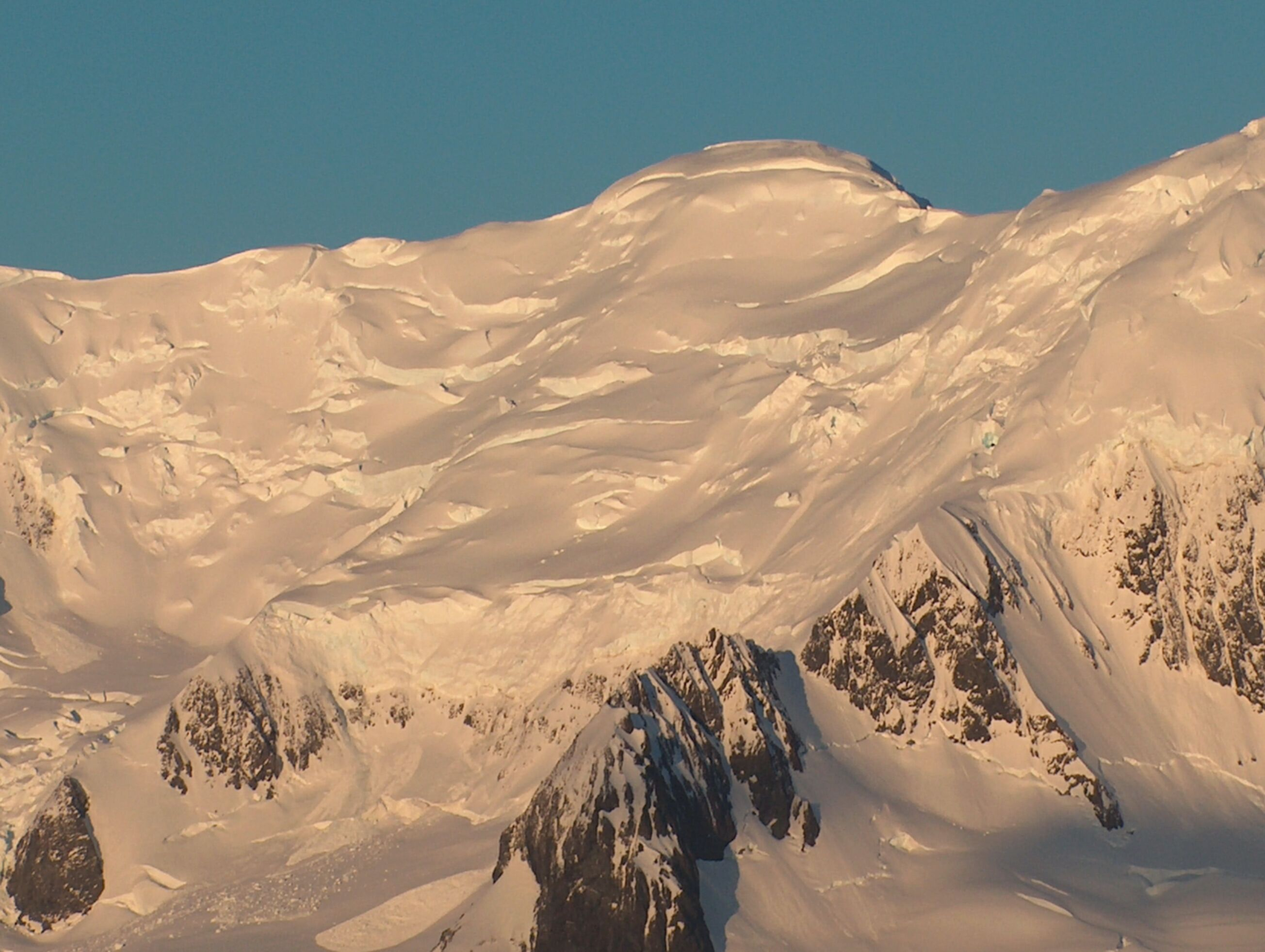
Пік Русе з протоки Брансфілд

Пік Русе (болг. връх Русе, трансліт. vrah Ruse, IPA: [ˈVrɤx ˈrusɛ]) - пік, що піднімається до 800 м у західній частині хребта Дельчев у горах Тангра на острові Лівінгстон на Південних Шетландських островах, Антарктида. Пік долає льодовик Іскар та бухту Бруї на півночі та льодовик Добруджа на півдні.
Пік названий на честь болгарського міста Русе.

## Розташування
Пік знаходиться за координатами 62°38′55″ пд. ш. 59°57′25″ зх. д. / 62.64861° пд. ш. 59.95694° зх. д., що є 1,48 км на південний захід від піку Дельчева, 1,76 км на схід від піку Шишман та 3.26 км на південь від точки Рила (болгарське картографування у 2005 та 2009 рр.).

## Мапи
- Південні Шетландські острови. [Архівовано 24 березня 2012 у Wayback Machine.] Масштаб 1: 200000 топографічної карти. DOS 610 Аркуш W 62 58. Толворт, Велика Британія, 1968 рік.
- Острів Лівінгстон і Децепсьон. Карта топографіки ескала 1: 100000. Мадрид: Servicio Geográfico del Ejército, 1991.
- С. Соккол, Д. Гілдея та Дж. Бат. Острів Лівінгстон, Антарктида. [Архівовано 10 серпня 2008 у Wayback Machine.] Масштаб 1: 100000 супутникової карти. Фонд Омега, США, 2004 р.
- Л. Л. Іванов та ін., Антарктида: острів Лівінгстон та острів Гринвіч, Південні Шетландські острови (від Англійської протоки до протоки Мортон, з ілюстраціями та розподілом крижаного покриву), топографічна карта масштабу 1: 100000, Антарктична комісія з географічних назв Болгарії, Софія, 2005
- Л. Л. Іванов. Антарктида: острови Лівінгстон та Гринвіч, Роберт, Сноу та Сміт. Масштаб 1: 120000 топографічної карти. Троян: Фонд Манфреда Вернера, 2010.ISBN 978-954-92032-9-5 (перше видання 2009 р.ISBN 978-954-92032-6-4)
- Антарктична цифрова база даних (ADD). [Архівовано 5 березня 2017 у Wayback Machine.] Масштаб 1: 250000 топографічної карти Антарктиди. Науковий комітет з антарктичних досліджень (SCAR), 1993–2016.

## Зовнішні посилання
- Пік Русе. [Архівовано 15 лютого 2020 у Wayback Machine.] Супутникове зображення Copernix

Ця стаття містить інформацію з Антарктичної комісії з географічних назв Болгарії, яка використовується з її дозволу.